# Zebrafish Information Network
A Zebrafish Information Network (ZFIN) az Oregoni Egyetem online biológiai adatbázisa. Nevét a génmodellezésben gyakran használt zebradánióról kapta. Adatait más fajok (például egér) vonatkozó információihoz kapcsolja, és külső adatbázisokra (például GenBank) mutató hivatkozásokat is tartalmaz. A használt kifejezések orvosi antológiákból származnak.

## Tartalma
Az adatbázis két fő részből áll:
1. hírek és bejelentések, valamint biológiai adatok (például génnómenklatúra)
2. lektorált biológiai adatokat tartalmazó relációs adatbázis[4]

Az adatokról hivatkozások mutatnak a Zebrafish International Resource Centerre és a China Zebrafish Resource Centerre is.
A relációs adatbázisban az alábbi mezők szerint lehet keresni:
- Gének, markerek és klónok
- Génkifejezés
- Antitestek
- Szekvencia-illesztések (BLAST)
- Anatómia
- Géntérképek

A zebradánióval kapcsolatos folyóiratok, laboratóriumok, személyek és szervezetek külön adatbázisban érhetők el. A weboldalon a Google kereső segítségével lehet keresni.
A ZFIN wikije a kapcsolódó irányelveket és antitesteket tartalmazza.

## Fordítás
- Ez a szócikk részben vagy egészben  a   Zebrafish Information Network című angol Wikipédia-szócikk ezen változatának fordításán alapul.  Az eredeti cikk szerkesztőit annak laptörténete sorolja fel. Ez a jelzés csupán a megfogalmazás eredetét és a szerzői jogokat jelzi, nem szolgál a cikkben szereplő információk forrásmegjelöléseként.